# Eupelmus fieldingi
Eupelmus fieldingi är en stekelart som beskrevs av Girault 1915. Eupelmus fieldingi ingår i släktet Eupelmus och familjen hoppglanssteklar. Inga underarter finns listade i Catalogue of Life.